# Teora
Teora är en ort och kommun i provinsen Avellino i regionen Kampanien i Italien. Kommunen hade 1 494 invånare (2017).